# Wigbert von Verden
Wigbert, auch Wichbert, Wipert, Wicpert, († 8. September 908) war von 874 bis 908 Bischof von Verden.

## Leben
Er war ein Nachfahre des Sachsenführers Widukind. Sein Vater, ein Enkel Widukinds, war Graf Waltbert im Lerigau und die Mutter hieß Aldburg. Wigbert war unter anderem mit Erzbischof Hoger von Hamburg verwandt. 
Wigbert war Rektor (Propst) des von seinem Vater gegründeten Familienstifts in Wildeshausen. Er diente unter König Ludwig dem Deutschen als Diakon und war seit 864 als einer der ersten Sachsen ostfränkischer Hofkaplan. 
Als Bischof erhielt er 874 vom König die Immunität für die Besitzungen der Kirche von Verden. Gleichzeitig wurde diese dem königlichen Schutz unterstellt.
876 erhielt er für das Bistum von Ludwig dem Jüngeren Güter geschenkt. Er nahm später an einer Synode in Forchheim teil. Auf dieser schenkte ihm König Arnulf 890 eine Reihe von Gütern in Westfalen an der Ruhr auf Lebenszeit, die später an das Domkapitel fallen sollten. Diese hatte Wigbert schon zuvor als Lehen in Besitz gehabt. Ob er 895 auf der Synode von Trebur anwesend war, ist unsicher. Nur eine von drei überkommenen Teilnehmerlisten nennt ihn.
Er gehörte zu dem Gericht, das über die Klagen des Stifts Herford und des Klosters Corvey gegen das Bistum Osnabrück wegen Zehnstreitigkeiten verhandelte. Er soll eine Kapelle in Lüneburg erbaut haben, die zur Grundlage des Michaelsklosters wurde. Im Jahr 900 wird er in einer päpstlichen Bulle erwähnt. Er wurde in der Kirche von Wildeshausen beigesetzt.